# الغواصة الألمانية فئة يو 31
إس إم يو-31 كانت فئة من اليو بوت بنيت خلال الحرب العالمية الأولى من قبل البحرية الإمبراطورية الألمانية.
بينت بين عامي 1912 و1915 بواسطة شركة فريدريش كروب في كييل، أغرقت ثلاثة غواصات وهي يو-35 ويو-38 ويو-39 أكثر من 1,244,204 طن. 

## قائمة غواصات فئة يو 31
كان هناك 11 غواصة من النوع يو 31 بتكليف من البحرية الإمبراطورية الألمانية.
| غواصة | تسليح                                                                   | مصير |
| ----- | ----------------------------------------------------------------------- | --- |
| يو-31 | لا يوجد على سطح السفينة                                                 | فقد في يناير 1915 في بحر الشمال - اكتشفت عام 2012 قبالة ساحل إيست أنجليا وتم التعرف عليها في سبتمبر 2015 |
| يو-32 | مدفعين من عيار 8.8 ومن عام 1916-1917 مدفع واحد من عيار 10,5 سم          | غرقت 5 مايو 1918 شمال غرب مالطا                                                                          |
| يو-33 | مدفع واحد من عيار 8.8 ومن عام 1916-1917 مدفع واحد من عيار 10,5 سم       | استسلم في 1919                                                                                           |
| يو-34 | مدفع واحد من عيار 8.8 ومن عام 1916-1917 مدفع واحد من عيار 10,5 سم       | غرقت أكتوبر 1918 في البحر الأبيض المتوسط                                                                 |
| يو-35 | مدفع واحد من عيار 7.5 في عام 1914 ومن عام 1916مدفع واحد من عيار 10,5 سم | استسلم 1918 ، ألغيت                                                                                      |
| يو-36 | مدفعين من عيار 8.8 ومن عام 1916-1917 مدفع واحد من عيار 10,5 سم          | غرقت 24 يوليو 1915 غرب رونا، هبريدس                                                                      |
| يو-37 | مدفعين من عيار 8.8 ومن عام 1916-1917 مدفع واحد من عيار 10,5 سم          | غرقت في أبريل 1915 في القناة الإنجليزية                                                                  |
| يو-38 | مدفع من عيار 8.8 ومن عام 1916-1917 مدفع واحد من عيار 10,5 سم            | استسلمت في 1919                                                                                          |
| يو-39 | مدفع من عيار 8.8 ومن عام 1916-1917 مدفع واحد من عيار 10,5 سم            | غرقت 18 مايو 1918 قبالة El Ferrol                                                                        |
| يو-40 | مدفع من عيار 8.8                                                        | غرقت في 23 يونيو 1915 في بحر الشمال                                                                      |
| يو-41 | مدفع من عيار 8.8                                                        | غرقت في 24 سبتمبر 1915 في القناة الإنجليزية                                                              |

## قائمة المراجع
- Gröner، Erich؛ Jung، Dieter؛ Maass، Martin (1991). U-boats and Mine Warfare Vessels. London: Conway Maritime Press. ج. 2. ISBN:0-85177-593-4. {{استشهاد بكتاب}}: |عمل= تُجوهل (مساعدة)

## روابط خارجية
- Helgason, Guðmundur. "WWI U-boat Types: Type U 31". German and Austrian U-boats of World War I - Kaiserliche Marine - Uboat.net. Retrieved 16 April 2007.